# 서예루살렘

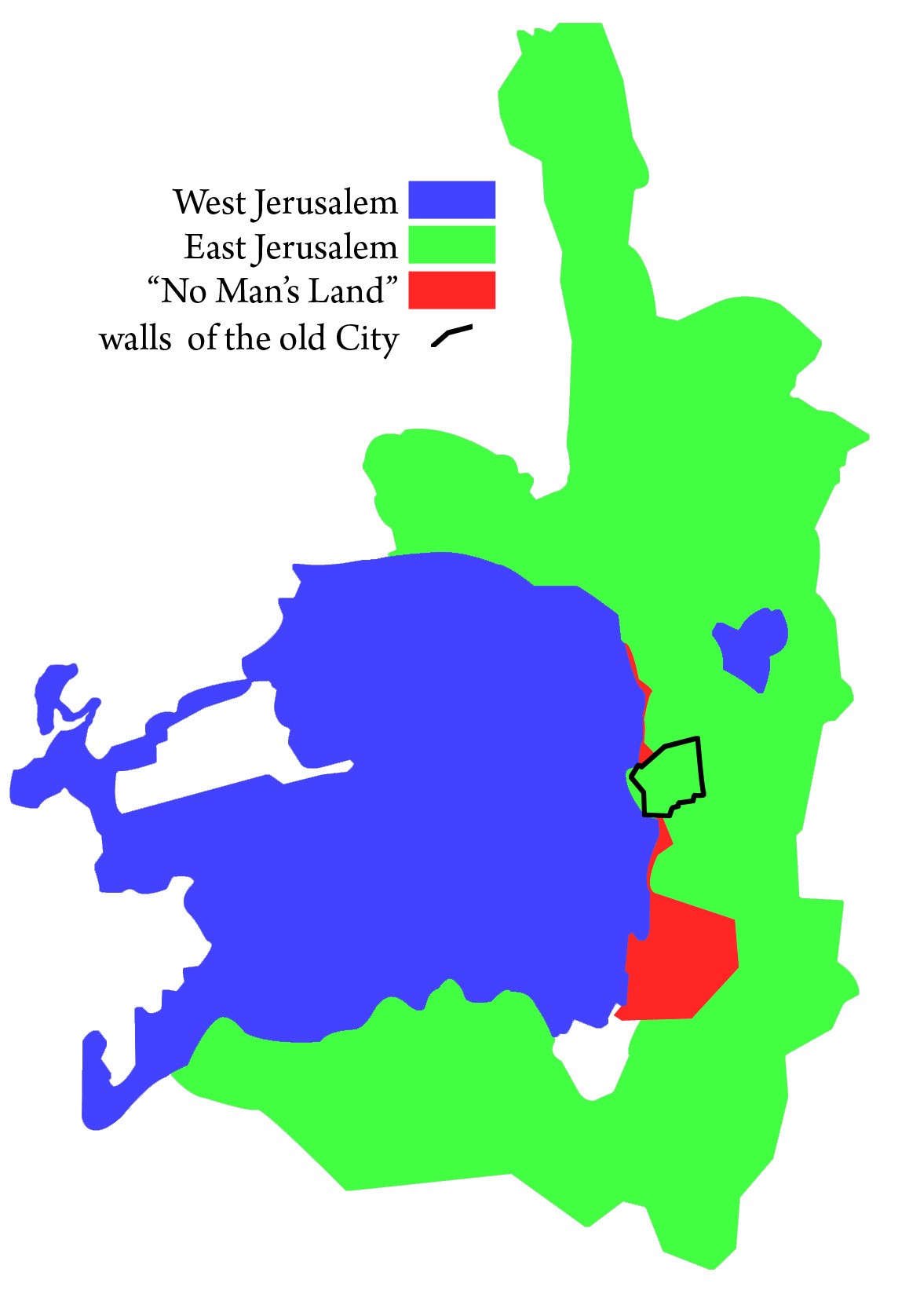
1948년~1967년 동안의 예루살렘의 통치 구분.

서예루살렘(히브리어: מערב ירושלים 마라브 예루샬라임, 아랍어: القدس الغربية 알쿠드스 알가르비야[*], 영어: West Jerusalem 또는 Western Jerusalem, 문화어: 서부꾸드스)은 1948년에 일어난 제1차 중동 전쟁 이후에 설정된 휴전선에 따라 양분되었던 예루살렘의 서쪽 지역을 가리키며, 반대편 동예루살렘은 요르단이 점령했었다. 영국 등 다수 국가는 이스라엘의 서예루살렘 통치를 실질적으로 인정하고 있지만, 공식적인 인정은 이루어지지 않았다. 이스라엘의 서예루살렘 영유권 주장은 동예루살렘 영유권 주장보다  상대적으로 널리 받아들여지고 있다.

## 역사

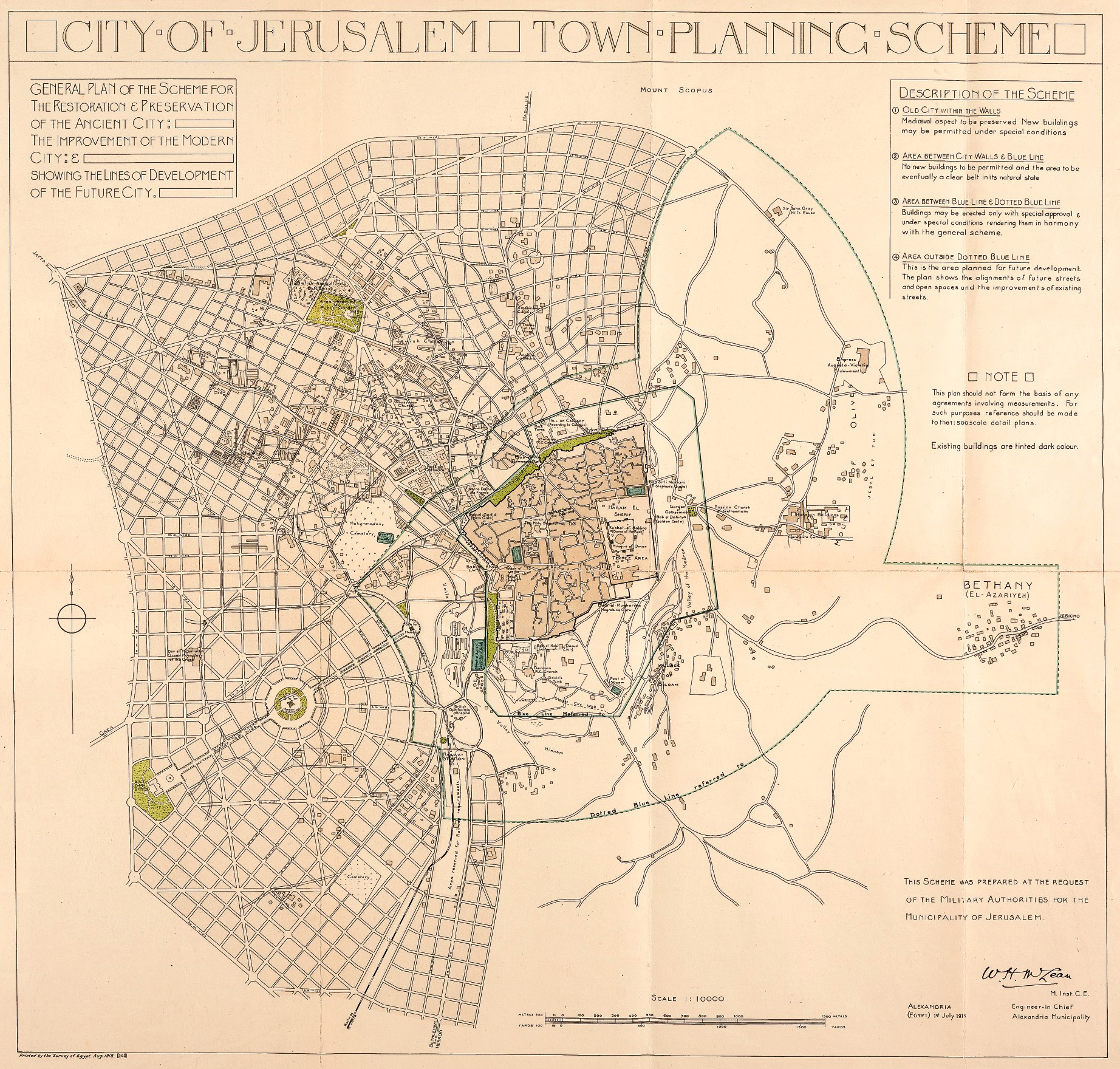
1918년 윌리엄 맥클린의 계획은 예루살렘 최초의 근대적 도시 계획으로, 이후 서예루살렘과 동예루살렘의 기초가 되었다.

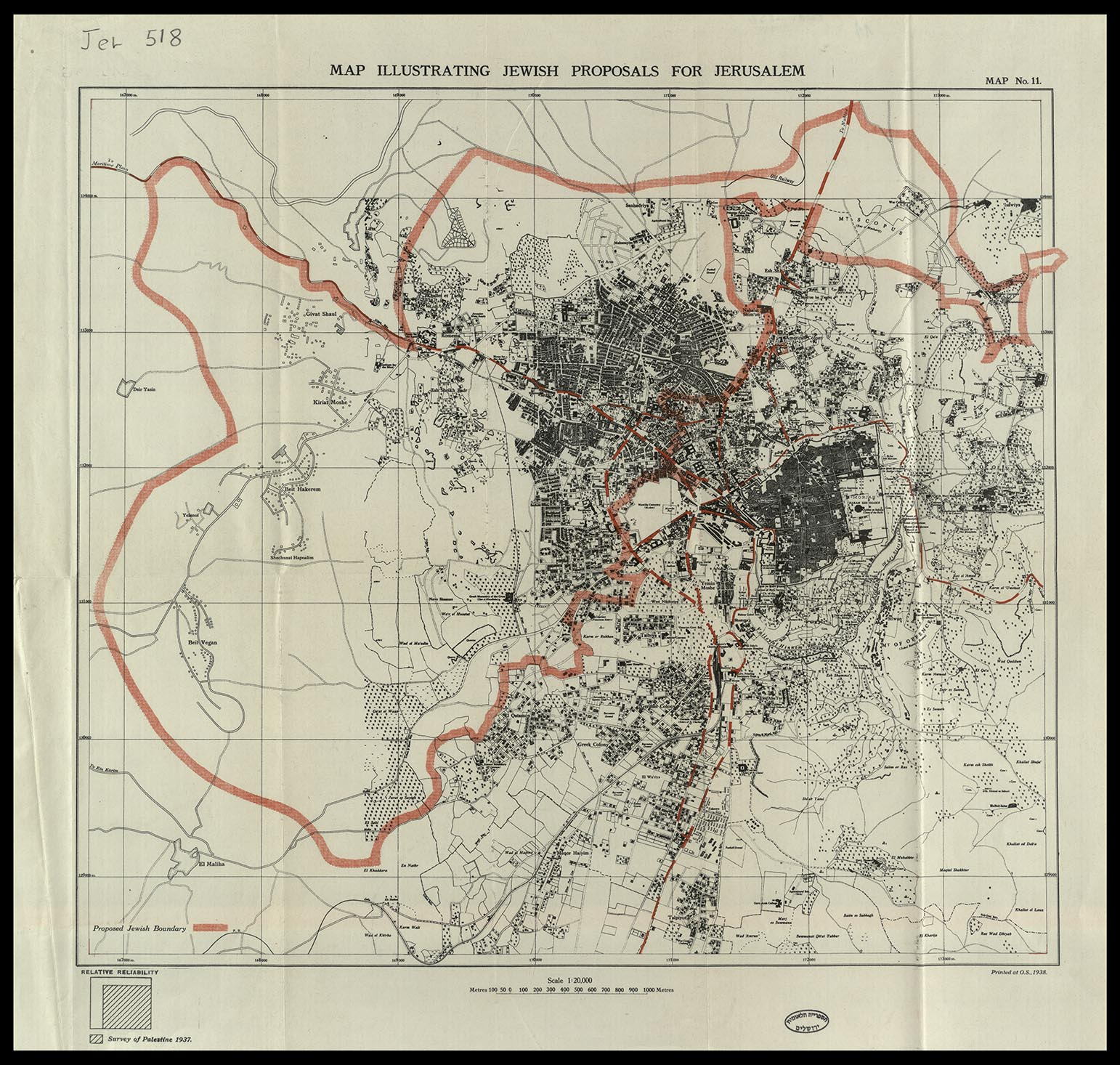
1938년 우드헤드 위원회에서 유대 민족이 제안한 예루살렘 분할안.

### 1948년 전쟁
1948년 팔레스타인 전쟁 이전 서예루살렘 지역에는 부유한 아랍계 사람 약 28,000명 가량이 거주하고 있었지만, 전쟁 이후에는 그리스인 750명 가량이 "그리스 지역"에서 거주하는 것이 전부였다. 전쟁 결과 예루살렘은 양분되게 되었는데, 서쪽은 예루살렘이 통치하게 되어 아랍인 3만 명 가량이 쫓겨났으며, 동쪽은 요르단이 통치하며 팔레스타인인 무슬림 및 기독교인이 주로 거주했다. 요르단에서는 유대인 약 1,500명 가량을 예루살렘 구시가로 추방하였다.

### 1949년 예루살렘 분할

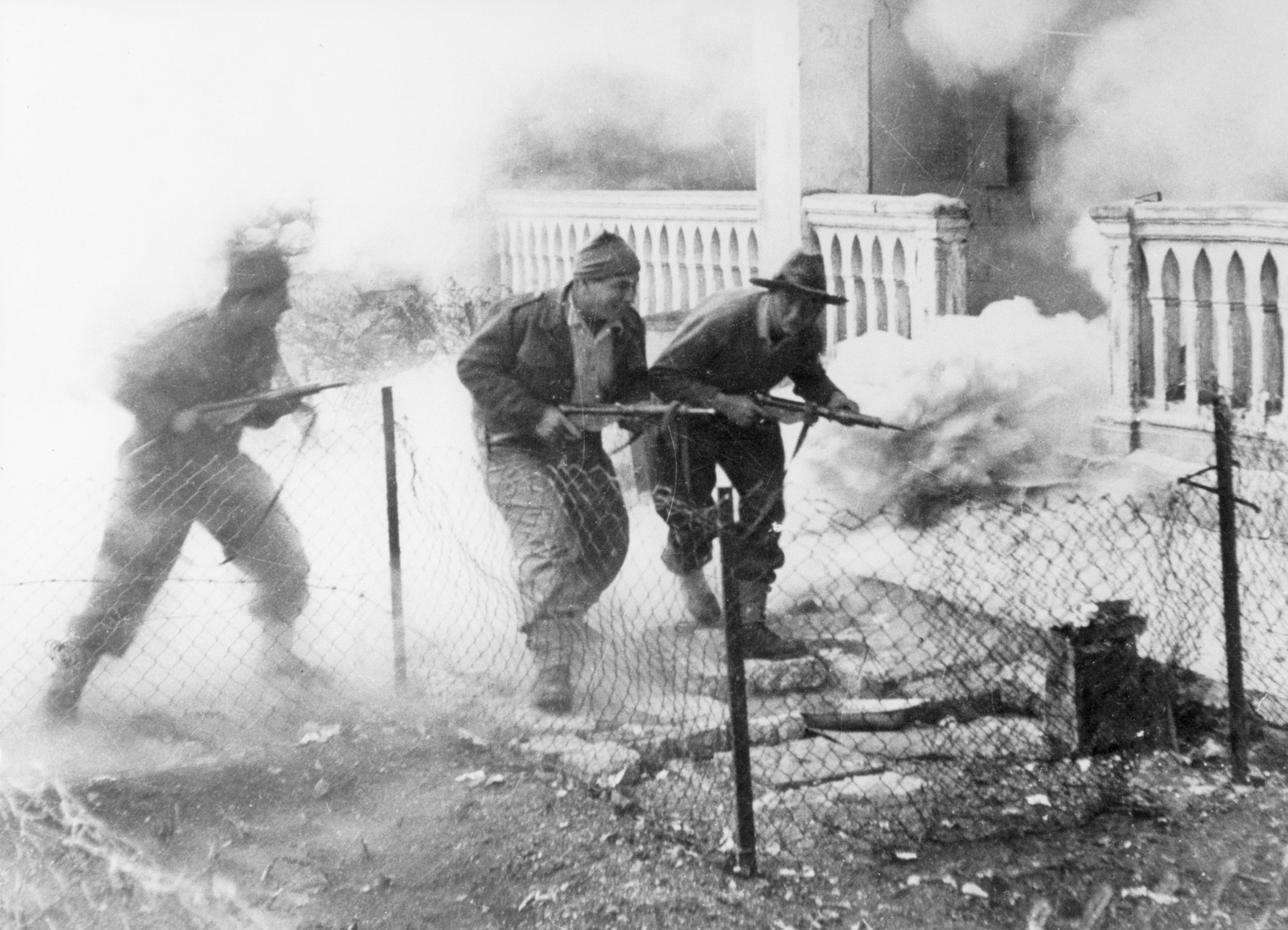
1948년 4월, 팔마츠 병사들이 예루살렘 카타몬의 시므온 수도원을 공격하는 모습.

유엔 팔레스타인 분할안에서는 예루살렘과 주변 지역을 하나의 분할체인 국제 도시로 만들 계획이었다. 1949년 12월에는 이스라엘 정부 기관을 예루살렘으로 이전하기로 결정하였다.
서예루살렘의 카타몬이나 말하 지역에 사는 아랍인이나 동예루살렘의 구시가 및 실로암에 사는 유대인은 서로 반대 지방으로 추방되었다. 영국 통치기 이전 서예루살렘의 땅 33%는 팔레스타인인이 소유하고 있었기 때문에, 이스라엘의 통치에 대한 반감이 높았다. 당시 이스라엘 의회는 아랍인 소유의 토지를 이스라엘 유대인 기구로 이전하는 법을 통과시켰다.
예루살렘 동쪽 지역 중 19년간 요르단 통치를 받지 않은 지역은 예루살렘 히브리 대학교가 위치한 스코푸스산으로, 월경지로서 서예루살렘의 일부로 간주되었다.

### 이스라엘의 수도
1950년 이스라엘은 서예루살렘을 수도로 선포하였다. 이스라엘 정부는 새 수도에 일자리를 만들기 위해 대회당, 대학교, 국회 등 시설 건설에 많은 돈을 투자했다. 1948년 이스라엘의 토지 재산법에 따라, 서예루살렘은 이스라엘의 행정권이 미치는 지역으로 설정되었다. 2017년 12월 6일 미국의 도널드 트럼프 행정부가 예루살렘을 이스라엘의 수도로 인정하였고, 2018년 12월 15일 오스트레일리아도 서예루살렘을 이스라엘의 수도로 공식 인정하였다.

### 재통일
1967년 6월, 제3차 중동 전쟁 당시 이스라엘은 동예루살렘과 서안 지구 전체를 점령하였다. 이후 한동안은 이스라엘 내부의 치안 우려와 국제 사회의 동예루살렘 점령 불인정으로 인해, 동예루살렘 지역은 거의 아무것도 없는 상태로 남아 있었다.
1980년 이스라엘 정부는 공식적으로 동예루살렘을 합병하였으며, 국제 사회에서 현재까지 논란이 되고 있다. 예루살렘의 인구 분포는 과거 동서 경계를 따라 나눠진 상태로 남아있다. 동서 양 지역은 도시 중심부가 각자 있으며, 정치적 및 경제적으로 거의 완전히 분리되었으며, 과거 도시 중심부가 하나였던 모습과 달라지게 되었다.

## 같이 보기
- 예루살렘구